# محمد ناجي (إعلامي)
محمد ناجي، مراسل إذاعة مونت كارلو الدولية في ذي قار وعدد من محافظات العراق، كان قبل ذلك يعمل لحساب قناة الجزيرة الإنجليزية، وقناة الجزيرة العربية.
أنتقل محمد للعيش في  لبنان مطلع عام 2002 حيث عمل في المجال السمعي البصري لحساب عدد من المؤسسات الإنتاجية الخاصة، ثم سافر إلى دول عربية وأجنبية عديدة من بينها  سوريا و الأردن و قبرص و إيطاليا و ألمانيا و اليونان، ثم عاد إلى وطنه  العراق ليؤسس مجموعة كبيرة من المحطات الاذاعية من بينها، اذاعة الحبوبي، وعين مديراً للتحرير عام 2006، بعدها بعامين قام بتأسيس اذاعة التضامن في الناصرية، ثم اسس اذاعة سبل السلام مطلع عام 2009، وبعدها قام بتأسيس اذاعة الابرار في محافظة ميسان في العام نفسه، ثم اسس بعد ذلك اذاعة جامعة ذي قار في أواخر عام 2011
غطى ميدانياً أحداثاً رئيسية في  العراق، وأجرى مقابلات تلفزيونية وأذاعية مع عدد كبير من القادة والسياسيين، واستضيف من قبل العديد من القنوات والاذاعات كأعلامي متابع للشؤون العراقية، تعاون مع وكالات أخبار عربية وعالمية بينها وكالة رويترز ،وقناة الجزيرة ،وبي بي سي بي بي سي، وهو من المدافعين عن الحريات الصحفية وعن الصحفيين العراقيين والصحفيين العرب، ومدافع عن حقوق الإنسان.
أسس مع مجموعة من ثلاثة زملاء آخرين مؤسسة ذي قار للأنتاج والتوزيع الفني وعدة مشاريع أخرى تتبع للمؤسسة، وحصل على دورات تخصصية في مجال الإعلام في بغداد و لبنان و سوريا و الأردن بينها، التصوير الفوتوغرافي، المونتاج التلفزيوني، التصوير التلفزيوني، الإخراج الأذاعي، المونتاج الاذاعي، إنتاج وأخراج الأفلام الوثائقية، وغيرها، ويعمل أيضاً على أخراج أفلام سينمائية قصيرة ومسلسلات إذاعية للمؤسسة.